# باش قروند
باش قروند (ترکی آذربایجانی: Baş Qərvənd) یک منطقهٔ مسکونی در جمهوری آرتساخ است که در استان آسکران واقع شده‌است.